# フクシマシャジン
フクシマシャジン（福島沙参、学名： Adenophora divaricata ）はキキョウ科ツリガネニンジン属の多年草。

## 分布と生育環境
日本では、本州の中部以北に、アジアでは中国東北部に分布し、山地の草原、林縁に自生する。

## 特徴
花茎の高さは50cmから100cmになる。茎に毛があり、葉は茎に3輪生または互生、対生する。葉の形は卵状楕円形で縁には鋸歯がある。花期は8月から9月で、下を向いた広鐘形の淡紫色の花を咲かる。
同属のツリガネニンジンとよく似るが、それと比べると花のつき方が茎に輪生しなく、花の形が典型的な鐘形よりやや円錐形に近いこと、がく片が糸状鋸歯状でなく、やや広い披針形で全縁であることで見分けられる。また、花がソバナとよく似るが、ソバナは葉が茎に互生し、葉に長い葉柄があることで見分けられる。

## 近縁種
- ツリガネニンジン 釣鐘人参、学名： Adenophora triphylla var.  japonica
- ソバナ 岨菜、学名： Adenophora remotiflora